# Dumuslău, Sălaj
Dumuslău (în maghiară: Szilágydomoszló) este un sat în comuna Carastelec din județul Sălaj, Transilvania, România.

## Așezare
Localitatea Dumuslău este situată în partea de nord-vest a județului Sălaj, aproape de limita cu județele Satu Mare și Bihor.

## Istoric
Prima atestare documentară a localității provine din anul 1418, când satul apare sub numele de poss Domozlo. Alte denumiri de-a lungul timpului: 1459 predium Domozlo, 1553 Domozlov, 1733 Domoszlou, 1760 - 1762 Domosló, 1850 Dumuslău, 1854 Domosyló, 1930 Dumuslău.
In 1792, comunitatea greco-catolica a construit Biserica de lemn din Dumuslău, Hramul Sf. Arhangheli.
In 1908, satul Dumuslău avea 56 gospodarii si 305 greco-catolici. Școala conferionala greco-catolica avea 25 elevi, iar invatatorul avea un salariu de 400 coroane. 40 locuitori (30 barbati si 10 femei) erau cunoscatori de carte in 1908; 20 locuitori cunosteau si maghiara.
Între noiembrie 1933 și decembrie 1937, prefect județul Sălaj a fost Mihail Gurzău, avocat născut în Dumuslău. Potrivit Sematismului din 1934, Filia Dumuslău (a Parohiei Doh) avea 415 greco-catolici. Cantor era Ioan Pop, curator Vasile Matei. Asoc. Relig. Reuniunea Sf. Maria, cu 43 membri.
In 1935, comunitatea greco-catolica a construit o noua biserica. Pe 28-29 septembrie 1935, Biserica greco-catolica a fost târnosită de Valeriu Traian Frențiu, in prezenta prefectului Mihail Gurzeu si a lui Emil Lobonțiu  Pictorul acestei biserici a fost Nicolaie Hantăr.
In 1945-1946, administratorul parohiei greco-catolice Doh si filia Dumuslau a fost Ioan Pavel. Între septembrie 1957 și august 1958, Teofil Mirgheșiu (n. 1938) a fost învățător la Școala Dumuslău.

## Demografie
La recensământul din 1977, erau 327 locuitori. La recensământul din 1992, erau 169 locuitori. La recensământul din 2002, localitatea avea 98 locuitori, 41 de sex masculin și 57 de sex feminin. La recensământul din 2022, erau 32 locuitori.

## Legături exrerne
- Vestitorul, Curatorul bisericesc roman-unit din Filia Dumuslău